# Zbýšov (district de Vyškov)
Pour les articles homonymes, voir Zbýšov.
Zbýšov (jusqu'en 121 : Zbejšov ; en allemand : Sbischow) est une commune du district de Vyškov, dans la région de Moravie-du-Sud, en République tchèque. Sa population s'élevait à 681 habitants en 2020.

## Géographie
Zbýšov se trouve à 17 km au sud-est de Brno, à 22 km au sud-ouest de Vyškov et à 201 km au sud-est de Prague.
La commune est limitée par Křenovice au nord, par Hrušky à l'est, par Šaratice et Hostěrádky-Rešov au sud, et par Prace, Jiříkovice et Blažovice à l'ouest.
|  |

## Histoire
La première mention écrite du village date de 1237.